# لوغانديل
لوغاندل (بالإنجليزية: Logandale)‏ هو مجتمع غير مصنف في مقاطعة كلارك ولاية نيفادا في الولايات المتحدة الأمريكية. والتجمع هو مقر مهرجان وروديو مقاطعة كلارك.